# جوش برينر
جوش برينر (بالإنجليزية: Josh Brener)‏ هو ممثل أمريكي بدأ مسيرته الفنية عام 2009. درس في جامعة هارفارد.

## الأعمال
- غلي
- نظرية الانفجار العظيم
- التدريب العملي
- ذا ميدل
- وادي السيليكون

## وصلات خارجية
- جوش برينر على موقع IMDb (الإنجليزية)
- جوش برينر على موقع ميتاكريتيك (الإنجليزية)
- جوش برينر على موقع روتن توميتوز (الإنجليزية)
- جوش برينر على موقع ألو سيني (الفرنسية)
- جوش برينر على موقع قاعدة بيانات الفيلم (الإنجليزية)